# Xã North Cadron, Quận Cleburne, Arkansas
Xã North Cadron (tiếng Anh: North Cadron Township) là một xã thuộc quận Cleburne, tiểu bang Arkansas, Hoa Kỳ. Năm 2010, dân số của xã này là 693 người.